# Cerro de la Era
El Cerro de la Era constituye uno de los poblados indígenas de influencia fenicio-púnica, más conocido dentro del término municipal de Benalmádena (Málaga).

## Situación
Está situado sobre un suave promontorio de casi una hectárea de superficie y a 52 metros sobre el nivel del mar; dista unos 600 metros de la línea de costa, dominando una ensenada. 

## Descripción e historia

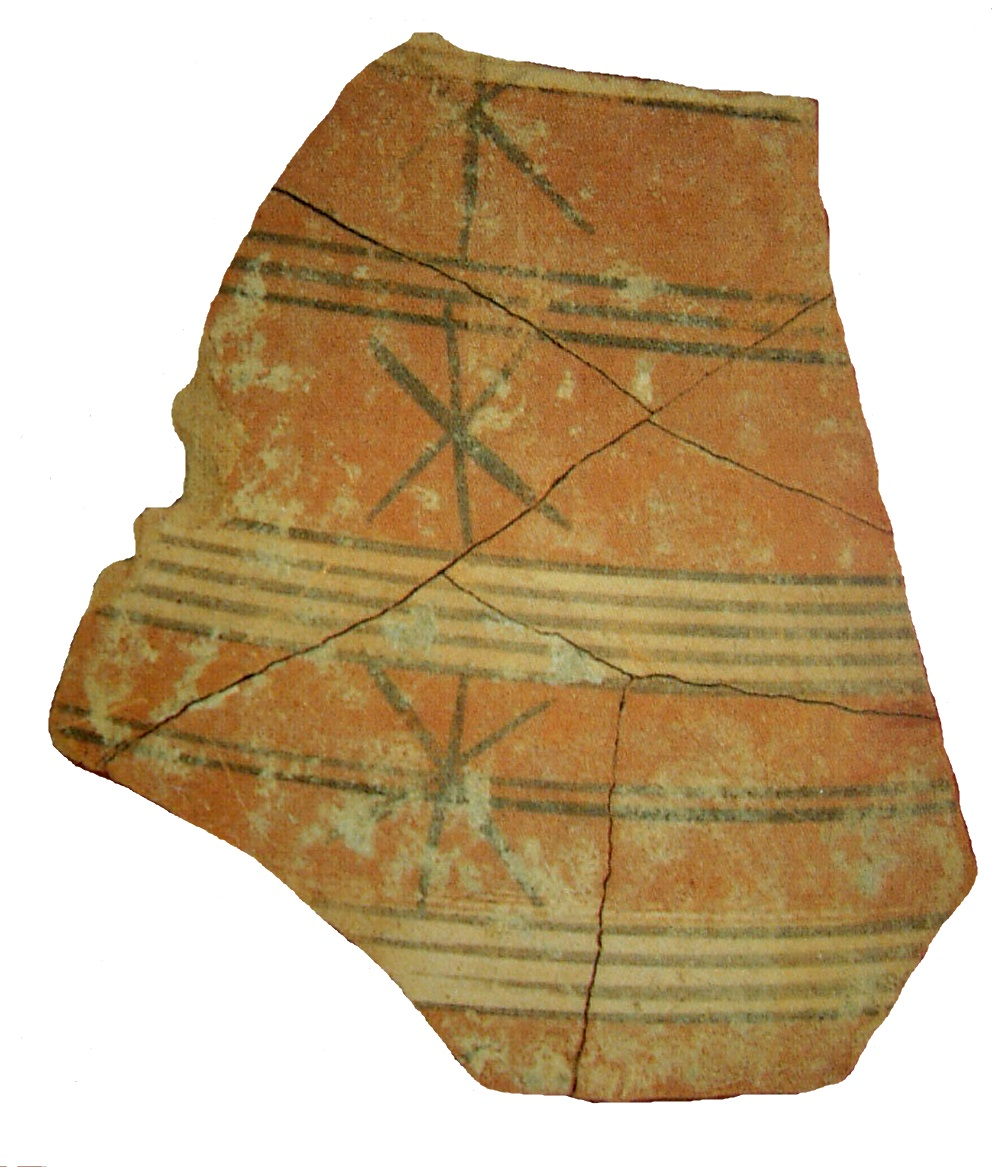
Fragmento de tinaja o pithos fenicio. Siglos - a. C. Cerro de la Era

Los estratos más profundos del yacimiento, parecen corresponder con los primeros momentos de ocupación de este enclave, fechado en torno a los siglos IX-VIII a. C. Aunque no se han localizado estructuras pertenecientes a las viviendas esta fase, se han podido documentar fragmentos de cerámica y fauna así como desechos de actividades domésticas; y además, teniendo algunos paralelos sobre poblados de la misma época, debemos suponer que estas gentes debían vivir en cabañas, probablemente circulares o ovales y construidas con materiales endebles.
Los molinos de piedra destinados a transformar el cereal, hacen suponer que la base de la economía de estos pobladores era agrícola; el resto de la dieta se completaba con la recolección de marisco.
A Partir del siglo VIII a. C., los fenicios, que se establecen a lo largo de toda la costa mantienen contactos con estas comunidades, surgiendo así el periodo “Orientalizante” dentro del mundo indígena. De estos momentos de finales del siglo VIII o inicios del siglo VII a. C. se localizan los restos de parte de una cabaña con planta circular, con características de las viviendas de fases anteriores y cuyos paralelos los podemos encontrar en otros yacimientos de la Bahía de Málaga.
En las zona más alta del cerrete se construye un nuevo edificio, construido con muros de travertino y pavimento de conchas, cuyo paralelo más cercano puede localizarse en el Cerro del Villar, junto a la desembocadura del río Guadalhorce.  Viviendas de características similares se han documentado también en la bahía gaditana (Doña Blanca), y en el poblado del Campillo. Este tipo de construcción localizado en el Cerro de la Era, con dependencias en torno a un espacio central, es de clara tradición fenicia. 

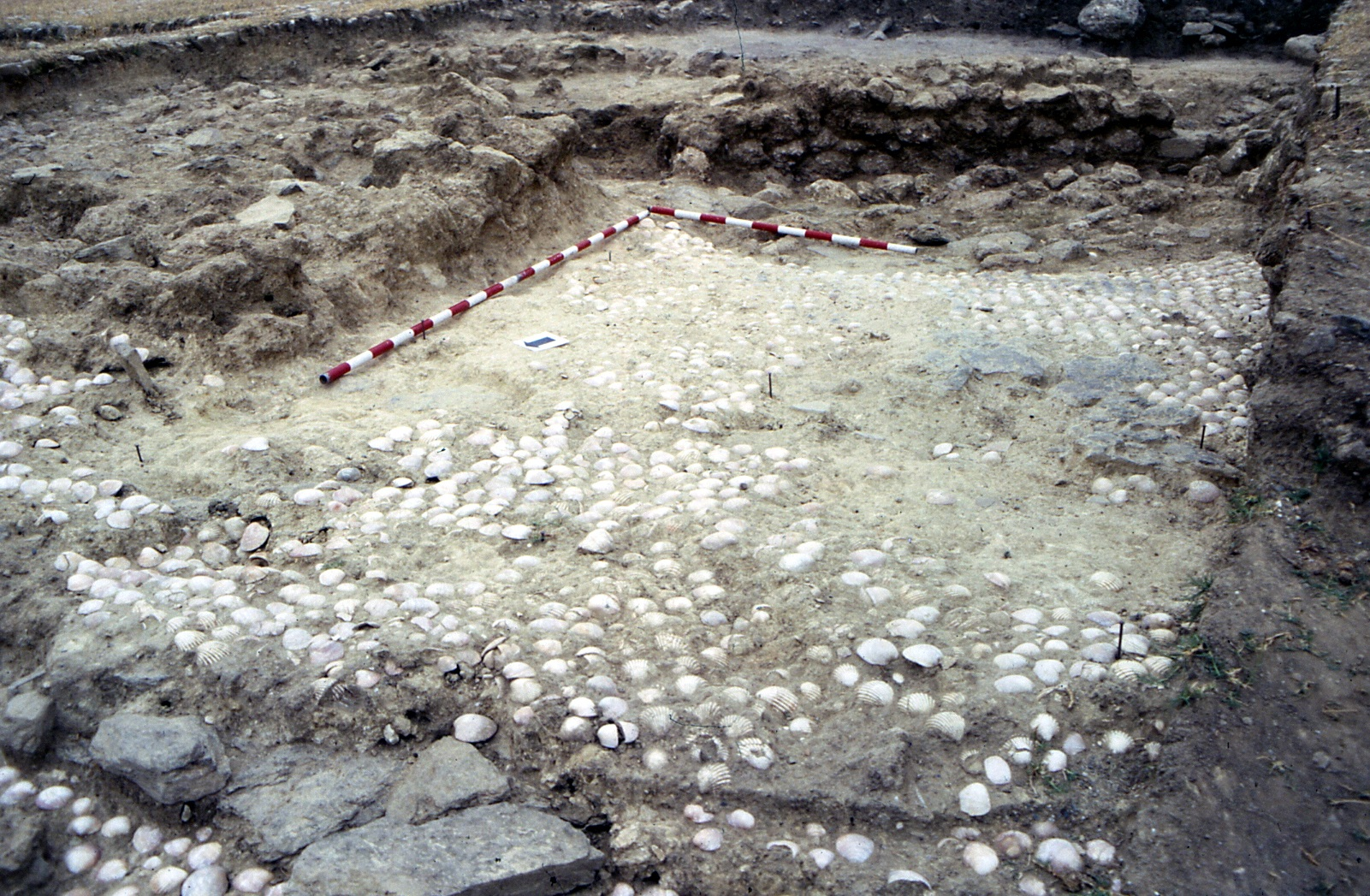
Pavimento de conchas de vivienda indígena de influencia fenicia. Siglos - a. C. Cerro de la Era.

A finales del siglo VII a. C., este enclave pudo estar relacionado con la explotación agrícola de los valles situados entre la sierra y el litoral, probablemente vid y olivo, así como relacionada con los recursos pesqueros.
A partir del siglo VI a. C. el asentamiento de la Era sufre una reestructuración que supone la inutilización del edificio que estuvo en uso durante el siglo VII a. C. Ahora vuelven a aparecer restos de habitaciones de planta rectangular; y a tenor de los restos hallados en esta fase, es de suponer que en el poblado se realizaran actividades relacionadas con el procesado del mineral de hierro, momento en el que se generaliza el uso de este material en otros asentamientos de la Serranía de Ronda.
A partir de momentos avanzados del siglo V a. C. se observan nuevas reestructuraciones en la Era; se edifican nuevas viviendas de planta rectangular y parte de lo que sería una calle entre edificios, así como estructuras excavadas en la roca, que rodean todo el cerro y que pudieron servir de almacén.
Del momento de abandono en los momentos iniciales del siglo IV a. C., destaca una importante muestra de fauna, ovicápridos, bóvidos y bivalvos (lapas, mejillón, curruco, búsanos, cañaílla...), así como moluscos terrestres (caracol), que nos indica cuales eran las especies más consumidas.